# Futebol nos Jogos Pan-Americanos de 2019 - Masculino
O torneio masculino de futebol nos Jogos Pan-Americanos de 2019 foi disputado entre 29 de julho e 10 de agosto no Estádio Universidad San Marcos, em Lima. Oito equipes participaram do evento.

## Medalhistas
|  | ARG Argentina |  | HON Honduras |  | MEX México |
|  | Facundo Cambeses Juan Pablo Cozzani Leonel Mosevich Aaron Barquett Marcelo Herrera Joaquín Novillo Nicolás Demartini Facundo Medina Fausto Vera Santiago Colombatto Aníbal Moreno Agustín Urzi Lucas Necul Carlos Valenzuela Adolfo Gaich Nicolás González Ignacio Aliseda Sebastián Lomonaco |  | Alex Güity Enrique Facussé Cristopher Meléndez Elvin Oliva José Antonio García Ricky Zapata Elison Rivas Denil Maldonado Carlos Pineda Kervin Arriaga Rembrandt Flores José Pinto Jorge Álvarez José Reyes Kilmar Peña Aldo Fajardo Darixon Vuelto Douglas Martínez |  | José Hernández Kevin Álvarez Ismael Govea Johan Vásquez Aldo Cruz Eric Cantú Paolo Yrizar Oscar Macías José de Jesús Godínez Diego Abella Mauro Lainez Luis Malagón Ulises Cardona Pablo César López Francisco Venegas Joaquín Esquivel Marcel Ruiz Brayton Vázquez |

## Qualificação
Um total de oito equipes se classificaram, quatro equipes da CONMEBOL e quatro da CONCACAF. O método de qualificação adotado pela confederação sul-americana foi as equipes melhores classificadas no Campeonato Sul-Americano de Futebol Sub-20 de 2019. O Peru, por sua vez, classificou-se automaticamente por ser o país anfitrião. A melhor equipe de cada região (América do Norte, América Central e Caribe) no Campeonato da CONCACAF Sub-20 de 2018 se classificaram; no entanto, os Estados Unidos recusaram a participação, então o México ficou com a vaga da América do Norte. A Honduras também se qualificou por decisão da CONCACAF.

### Participantes
| Confederação | Região           | Métodos de qualificação                                                                    | Equipe           | Participação | Melhor desempenho                                     |
| ------------ | ---------------- | ------------------------------------------------------------------------------------------ | ---------------- | ------------ | ----------------------------------------------------- |
| CONCACAF     | América do Norte | Campeonato da CONCACAF Sub-20 de 2018 (1–21 de novembro de 2018)                           | México           | 15ª          | Medalha de ouro (1967, 1975, 1999 e 2011)             |
| CONCACAF     | Caribe           | Campeonato da CONCACAF Sub-20 de 2018 (1–21 de novembro de 2018)                           | Jamaica          | 5ª           | Medalha de prata (2007)                               |
| CONCACAF     | América Central  | Campeonato da CONCACAF Sub-20 de 2018 (1–21 de novembro de 2018)                           | Panamá           | 2ª           | Quarto lugar (2015)                                   |
| CONCACAF     | América Central  | Última vaga definida pela CONCACAF                                                         | Honduras         | 5ª           | Medalha de prata (1999)                               |
| CONMEBOL     | América do Sul   | Qualificado automaticamente                                                                | Peru (país sede) | 2ª           | Fase de grupos (2015)                                 |
| CONMEBOL     | América do Sul   | Campeonato Sul-Americano de Futebol Sub-20 de 2019 (17 de janeiro–10 de fevereiro de 2019) | Argentina        | 15ª          | Medalha de ouro (1951, 1955, 1959, 1971, 1995 e 2003) |
| CONMEBOL     | América do Sul   | Campeonato Sul-Americano de Futebol Sub-20 de 2019 (17 de janeiro–10 de fevereiro de 2019) | Uruguai          | 7ª           | Medalha de ouro (1983 e 2015)                         |
| CONMEBOL     | América do Sul   | Campeonato Sul-Americano de Futebol Sub-20 de 2019 (17 de janeiro–10 de fevereiro de 2019) | Equador          | 4ª           | Medalha de ouro (2007)                                |

## Sorteio
O sorteio do torneio foi realizado em 12 de abril de 2019, na sede da Federação Peruana de Futebol, em Lima. As oito equipes foram divididas em dois grupos de quatro, sendo que cada grupo foi formado por duas equipes da CONCACAF e duas equipes da CONMEBOL. O Peru (anfitrião) foi semeado na quarta posição do grupo B, enquanto as sete equipes restantes foram colocadas em dois potes de acordo com a confederação.
| Pote CONCACAF                  | Pote CONMEBOL             |
| ------------------------------ | ------------------------- |
| Jamaica Honduras México Panamá | Argentina Equador Uruguai |

As equipes da CONCACAF foram sorteadas primeiro e atribuídas às duas primeiras posições nos grupos. Depois, as equipes da CONMEBOL foram sorteadas e as duas primeiras equipes completaram as posições restantes do grupo A, enquanto que as duas últimas integraram o grupo B. O sorteio resultou nos seguintes grupos:
| Pos. | Equipe    |
| ---- | --------- |
| A1   | Panamá    |
| A2   | México    |
| A3   | Equador   |
| A4   | Argentina |

| Pos. | Equipe   |
| ---- | -------- |
| B1   | Jamaica  |
| B2   | Honduras |
| B3   | Uruguai  |
| B4   | Peru     |

## Fase de grupos
Grupo A
| Pos. | Seleção   | Pts | J | V | E | D | GP | GC | SG |
| ---- | --------- | --- | - | - | - | - | -- | -- | -- |
| 1    | México    | 7   | 3 | 2 | 1 | 0 | 4  | 1  | +3 |
| 2    | Argentina | 6   | 3 | 2 | 0 | 1 | 7  | 5  | +2 |
| 3    | Panamá    | 2   | 3 | 0 | 2 | 1 | 2  | 4  | –2 |
| 4    | Equador   | 1   | 3 | 0 | 1 | 2 | 3  | 6  | –3 |

| 29 de julho | Panamá | 0 – 0     | México | Estádio Universidad San Marcos, Lima |
| 10:00       |        | Relatório |        | Árbitro: VEN José Argote             |

| 29 de julho | Equador                  | 2 – 3     | Argentina                       | Estádio Universidad San Marcos, Lima |
| 13:00       | Rezabala 75' · Naula 89' | Relatório | Valenzuela 33' · Gaich 40', 76' | Árbitro: COL Gustavo Murillo         |

| 1 de agosto | Panamá     | 1 – 1     | Equador     | Estádio Universidad San Marcos, Lima |
| 10:00       | Zúñiga 27' | Relatório | Campana 53' | Árbitro: PER Miguel Santibañez       |

| 1 de agosto | México                                | 2 – 1     | Argentina | Estádio Universidad San Marcos, Lima |
| 13:00       | Venegas 13' (pen) · Godínez 80' (pen) | Relatório | Gaich 39' | Árbitro: PER Michael Espinoza        |

| 4 de agosto | Panamá      | 1 – 3     | Argentina                                | Estádio Universidad San Marcos, Lima |
| 10:00       | Aguilar 45' | Relatório | Gaich 4' · Lomonaco 14' · Valenzuela 80' | Árbitro: PAR Ulises Mereles          |

| 4 de agosto | Equador | 0 – 2     | México                           | Estádio Universidad San Marcos, Lima |
| 13:00       |         | Relatório | Vásquez 25' · Lainez 90+5' (pen) | Árbitro: BRA Wagner Magalhães        |

Grupo B
| Pos | Equipe   | Pts | J | V | E | D | GP | GC | SG | Classificado  |
| --- | -------- | --- | - | - | - | - | -- | -- | -- | ------------- |
| 1   | Uruguai  | 9   | 3 | 3 | 0 | 0 | 7  | 0  | +7 | Semifinais    |
| 2   | Honduras | 4   | 3 | 1 | 1 | 1 | 5  | 6  | −1 | Semifinais    |
| 3   | Jamaica  | 3   | 3 | 1 | 0 | 2 | 3  | 5  | −2 | 5º - 6º lugar |
| 4   | Peru (H) | 1   | 3 | 0 | 1 | 2 | 2  | 6  | −4 | 7º - 8º lugar |

| 29 de julho de 2019 | Jamaica      | 1–3       | Honduras                       | Estadio Universidad San Marcos    |
| 17:30               | Beckford 46' | Relatório | Vuelto 71', 80' · Martínez 78' | Árbitro: Fernando Echenique (ARG) |

| 29 de julho de 2019 | Uruguai                  | 2–0       | Peru | Estadio Universidad San Marcos |
| 20:30               | Núñez 6' · Fernández 36' | Relatório |      | Árbitro: Ulises Mereles (PAR)  |

| 1 de agosto de 2019 | Jamaica | 0–2       | Uruguai            | Estadio Universidad San Marcos  |
| 17:30               |         | Relatório | Fernández 61', 72' | Árbitro: Wagner Magalhães (BRA) |

| 1 de agosto | Honduras                       | 2 – 2     | Peru                     | Estádio Universidad San Marcos, Lima |
| 20:30       | Vuelto 90+2' · Maldonado 90+7' | Relatório | Quevedo 15' · Guivin 62' | Árbitro: CHI Felipe González         |

| 4 de agosto de 2019 | Uruguai                                                 | 3–0       | Honduras | Estadio Universidad San Marcos |
| 17:30               | Arriaga 34' (o.g.) · Ramírez 75' (pen.) · Fernández 84' | Relatório |          | Árbitro: Gustavo Murillo (COL) |

| 4 de agosto de de 2019 | Jamaica           | 2–0       | Peru | Estadio Universidad San Marcos    |
| 20:30                  | Beckford 55', 60' | Relatório |      | Árbitro: Fernando Echenique (ARG) |

## Disputa pelo quinto e sétimo lugar

### Disputa pelo sétimo lugar
| 7 de agosto | Equador   | 1 – 1     | Peru             | Estádio Universidad San Marcos, Lima |
| 10:00       | Vivar 88' | Relatório | Minda 83' (g.c.) | Árbitro: VEN José Argote             |

|                                 |       | Penalidades                       |  |
| Vallecilla Alcivar Porozo Minda | 2 – 4 | Barco Acuy Arakaki Pretell Rivera |  |

### Disputa pelo quinto lugar
| 7 de agosto de 2019 | Panamá                                                  | 4–0       | Jamaica | Estadio Universidad San Marcos   |
| 13:00               | Aguilar 3' · Carrasquilla 11' · Ayarza 28' · Zúñiga 58' | Relatório |         | Árbitro: Miguel Santibañez (PER) |

## Fase final
|  | Semifinais          | Semifinais          |   |                      | Medalha de ouro      | Medalha de ouro |  |
|  |                     |                     |   |                      |                      |                 |  |
|  | 7 de agosto – 17:30 |                     |   |                      |                      |                 |  |
|  | México              | 1 (2)               |   |                      |                      |                 |  |
|  | Honduras (p)        | 1 (4)               |   |                      |                      |                 |  |
|  |                     |                     |   |                      |                      |                 |  |
|  |                     |                     |   |                      | 10 de agosto – 17:30 |                 |  |
|  |                     |                     |   |                      | Honduras             | 1               |  |
|  |                     | Argentina           | 4 |                      |                      |                 |  |
|  |                     |                     |   |                      |                      |                 |  |
|  |                     |                     |   |                      |                      |                 |  |
|  |                     |                     |   |                      | Medalha de bronze    |                 |  |
|  | 7 de agosto – 20:30 | 7 de agosto – 20:30 |   | 10 de agosto – 20:30 | 10 de agosto – 20:30 |                 |  |
|  | Uruguai             | 0                   |   | México               | 1                    |                 |  |
|  | Argentina           | 3                   |   |                      | Uruguai              | 0               |  |

### Semifinais
| 7 de agosto | México      | 1 – 1     | Honduras  | Estádio Universidad San Marcos, Lima |
| 17:30       | Venegas 40' | Relatório | Reyes 79' | Árbitro: PAR Ulises Mereles          |

|                            |       | Penalidades                     |  |
| Govea Vásquez López Macías | 2 – 4 | Martínez Vuelto Reyes Maldonado |  |

| 7 de agosto de 2019 | Uruguai | 0–3       | Argentina                      | Estadio Universidad San Marcos  |
| 20:30               |         | Relatório | Gaich 6', 85' · Valenzuela 29' | Árbitro: Wagner Magalhães (BRA) |

### Partida do bronze
| 10 de agosto de 2019 | México    | 1–0       | Uruguai | Estadio Universidad San Marcos    |
| 17:30                | Yrizar 7' | Relatório |         | Árbitro: Fernando Echenique (ARG) |

### Partida do ouro
| 10 de agosto | Honduras     | 1 – 4     | Argentina                                       | Estádio Universidad San Marcos, Lima |
| 20:30        | Martínez 42' | Relatório | Urzi 7' · Valenzuela 58' · Necul 61' · Vera 65' | Árbitro: COL Gustavo Murillo         |

## Premiação
| Campeão Pan-Americano de 2019 |
| ----------------------------- |
| Argentina (7º título)         |

## Classificação final
| Pos.              | Equipe    | Campanha | Campanha | Campanha | Campanha | Campanha | Campanha |
| Pos.              | Equipe    | V        | E        | D        | GP       | GC       | SG       |
| ----------------- | --------- | -------- | -------- | -------- | -------- | -------- | -------- |
| Medalha de ouro   | Argentina | 4        | 0        | 1        | 14       | 6        | +8       |
| Medalha de prata  | Honduras  | 1        | 2        | 2        | 7        | 11       | –4       |
| Medalha de bronze | México    | 3        | 2        | 0        | 6        | 2        | +4       |
| 4                 | Uruguai   | 3        | 0        | 2        | 7        | 4        | +3       |
| 5                 | Panamá    | 1        | 2        | 1        | 7        | 5        | +2       |
| 6                 | Jamaica   | 1        | 0        | 3        | 3        | 9        | –6       |
| 7                 | Peru      | 0        | 2        | 2        | 3        | 7        | –4       |
| 8                 | Equador   | 0        | 2        | 2        | 4        | 7        | –3       |

## Artilharia
6 golos (1)
- ARG Adolfo Gaich

4 golos (1)
- URU Leonardo Fernández
- ARG Carlos Valenzuela

3 golos (3)
- HON Darixon Vuelto
- JAM Deshane Beckford

2 golos (4)
- MEX Francisco Venegas
- PAN Jorman Aguilar
- PAN Luis Zúñiga
- HON Douglas Martínez

1 gol (20)
- ARG Lucas Necul
- ARG Agustín Urzi
- ARG Fausto Vera
- ARG Sebastián Lomonaco
- ECU Leonardo Campana
- ECU Janus Vivar
- ECU Anderson Naula
- ECU Jordan Rezabala
- HON Denil Maldonado
- HON José Reyes
- MEX José de Jesús Godínez
- MEX Mauro Lainez
- MEX Johan Vásquez
- MEX Paolo Yrizar
- PAN Abdiel Ayarza
- PAN Adalberto Carrasquilla
- PER Jordan Guivin
- PER Kevin Quevedo
- URU Darwin Nuñez
- URU Ignacio Ramirez

1 gol contra (2)
- ECU Kevin Minda (para o Peru)
- HON Kervin Arriaga (para o Uruguai)